# فرنکلین فرنس (اوهایو)
فرنکلین فرنس (به انگلیسی: Franklin Furnace) یک منطقهٔ مسکونی در ایالات متحده آمریکا است که در شهرستان سیوتو، اوهایو واقع شده‌است. فرنکلین فرنس ۷٫۱ کیلومتر مربع مساحت و ۱٬۶۶۰ نفر جمعیت دارد و ۱۷۵ متر بالاتر از سطح دریا واقع شده‌است.